# Оснащённое многообразие
Оснащённое многообразие ― гладкое подмногообразие с фиксированной тривиализацией нормального расслоения.
Оснащённые многообразия введены Львом Семёновичем Понтрягиным в 1937 году.

## Определение
Пусть гладкое {\displaystyle n}-мерное многообразие {\displaystyle M} вложено в {\displaystyle \mathbb {R} ^{n+k}} и пусть ({\displaystyle k}-мерное)
нормальное расслоение {\displaystyle \nu }, отвечающее этому вложению, тривиально.
Оснащением многообразия {\displaystyle M}, отвечающим этому вложению, называется любая тривиализация расслоения {\displaystyle \nu }; при этом одному и тому же вложению могут отвечать разные оснащения.

## Свойства
- Группы бордизмов оснащённых многообразий размерности {\displaystyle n}, лежащих в {\displaystyle \mathbb {R} ^{n+k}}, изоморфны гомотопическим группам {\displaystyle \pi _{n+k}(S^{n})}.
  - На этом пути были вычислены группы {\displaystyle \pi _{n+1}(S^{n})} и {\displaystyle \pi _{n+2}(S^{n})}.